# Lindsay Cooper
Lindsay Cooper (3 de marzo de 1951 - 18 de septiembre de 2013) fue una músico del fagot y el oboe, compositora y activista política inglesa. Principalmente conocida por su trabajo con la banda de Henry Cow, también fue miembro de Comus, National Health, News from Babel y David Thomas and the Pedestrians. Ha colaborado con varios músicos, incluyendo a Mike Oldfield, Chris Cutler y Sally Potter, y cofundadora de Feminist Improvising Group. Escribió partituras para cine y televisión y un ciclo de canciones Oh Moscow, que fue interpretada en vivo en todo el mundo en 1987. También grabó una serie de álbumes como solista, incluyendo Rags (1980), The Gold Diggers (1983) y Music For Other Occasions (1986).
Cooper fue diagnosticada con esclerosis múltiple en la década de 1970, pero no lo dio a conocer a la comunidad musical hasta finales de 1990, cuando su enfermedad le impidió actuar en vivo. En septiembre de 2013, Cooper murió a causa de la enfermedad a la edad de 62 años, 15 años después de su retiro.

## Discografía

### Discos en solitario
- Rags (1981, LP, Arc Records, R.U.)
- The Golddiggers (1983, LP, Recommended Records, R.U.) – Banda sonora de la película The Gold Diggers, de Sally Potter
- Music for Other Occasions (1986, LP, No Man's Land, Alemania)
- Oh Moscow (1991, CD, Victo Records, Canadá)
- An Angel on the Bridge  (1991, CD, Phonogram/Australian Broadcasting Corporation, Australia)
- Schroedinger's Cat (1991, CD, Line/Femme Music, Alemania)
- Sahara Dust (1993, CD, Intakt Records, Suiza)
- A View from the Bridge (1998, 2xCD, Impetus Records, R.U.)

### Álbumes con bandas
Con Mike Oldfield
- Hergest Ridge (1974, LP, Virgin Records, R.U.)

Con Egg
- The Civil Surface (1974, LP, Caroline Records, R.U.)

Con Henry Cow
- Unrest (1974, LP, Virgin Records, R.U.)
- Henry Cow Concerts (1976, 2xLP, Caroline Records, R.U.)
- Western Culture (1979, LP, Broadcast, R.U.)
- The 40th Anniversary Henry Cow Box Set (2009, 9xCD+DVD, Recommended Records, R.U.)

Con Slapp Happy/Henry Cow
- Desperate Straights (1975, LP, Virgin Records, R.U.)
- In Praise of Learning (1975, LP, Virgin Records, R.U.)

Con Comus
- To Keep from Crying (1974, LP, Virgin Records, R.U.) – registrada después que Cooper dejó el grupo, con su aparición como invitada

Con Steve Hillage
- Fish Rising (1975, LP, Virgin Records, R.U.)

Con Hatfield and the North
- The Rotters' Club (1975, LP, Virgin Records, R.U.)

Con Art Bears
- Hopes and Fears (1978, LP, Recommended Records, R.U.)

Con Mike Westbrook
- The Cortege (1982, 3xLP, Original Records, R.U.)
- Westbrook-Rossini (1987, 2xLP, Hat Hut Records, Suiza)
- Westbrook Rossini Zürich Live (1994, 2xCD, Hat Hut Records, Suiza)

Con Chris Cutler, Bill Gilonis, Tim Hodgkinson y Robert Wyatt
- The Last Nightingale (1984, LP, Recommended Records, R.U.)

Con News from Babel
- Work Resumed on the Tower (1984, LP, Recommended Records, R.U.)
- Letters Home (1986, LP, Recommended Records, R.U.)

Con David Thomas and the Pedestrians
- Winter Comes Home (1983, LP, Recommended Records, R.U.)
- Variations on a Theme (1983, LP, Rough Trade Records, R.U.)
- More Places Forever (1985, LP, Rough Trade Records, R.U.)

Con Maggie Nicols and Joëlle Léandre
- Live at the Bastille (1982) (1984, LP, Recommended Records, R.U.)

Con Catherine Jauniaux and Tim Hodgkinson
- Fluvial (1984, LP, Woof Records, R.U.)

Con Dagmar Krause
- Tank Battles: The Songs of Hanns Eisler (1988, LP, Island Records, R.U.)
- Panzerschlacht: Die Lieder von Hanns Eisler (1988, LP, Island Records, R.U.)

Con Anthony Phillips y Harry Williamson
- Tarka (1988, CD, Baillemont Records, France)

Con John Wolf Brennan
- Creative Works Orchestra: Live in Willisau & More (1991, CD, Creative Works Records, Suiza)
- I.N.I.T.I.A.L.S.: Sources Along the Songlines (2005, CD, Creative Works Records, Suiza)

Con David Motion y Sally Potter
- Orlando (1993, CD, Varese Sarabande, U.S.) – original soundtrack to the film Orlando por Sally Potter

Con Trio Trabant a Roma
- State of Volgograd (1994, CD, Free Music Production, Alemania)

Con Tim Hodgkinson
- Each in Our Own Thoughts (1994, CD, Woof Records, R.U.)

Con Charles Gray
- Pia Mater (1997, CD, Resurgence, R.U.)

Con Rova Saxophone Quartet
- Bingo (1998, CD, Victo Records, Canadá)